# Quersoneso (Sicilia)
Quersoneso (griego Χερσόνησος, latín Chersonesus) fue una antigua ciudad de Sicilia (Italia), una de las más antiguas colonias sicilianas. Fue fundada en 717 o 716 a. C. Su ubicación exacta se desconoce. Según el géografo griego Claudio Ptolomeo se hallaba cerca de Siracusa.